# جی من

جی من در نیمه‌عمر ۱ (سمت چپ) و نیمه‌عمر ۲ (سمت راست)

جی من (به انگلیسی: G-Man) نام یک شخصیت خیالی در مجموعه نیمه‌عمر است. این شخصیت رازآلود، در طول اکثر مراحل حضور دارد و به نوعی شخصیت گوردون فریمن را هدایت یا نامحسوس کنترل می‌کند. او برای چندین کارفرما که اهداف مختلفی دارند کار می‌کند.
در طول سری نیمه‌عمر، هیچ اطلاعات آگاه‌کننده‌ای دربارهٔ اصلیت و کارفرمایان‌اش این شخصیت به بازیکن داده نمی‌شود.

## خلق و توسعه
در زمانی که که نیمه‌عمر در حال توسعه و نسخه اولیه آن در حال بررسی و بازبینی بود، طراحان بازی بعد از توسعه و طراحی دشمنان و یاران در بازی، تصمیم گرفتند که کارکتری بسازند که نه متحد یا دوست بازیکن و نه دشمن او باشد. همین موضوع باعث شد کاراکتری جدیدی به نام G-Man به مسیر ساخت و توسعه بازی اضافه شود. هیچوقت معنی و اصلیت نام او مشخص نشد.
در نیمه‌عمر ۲، چهره او بر اساس فرانک شلدون (به انگلیسی Frank Sheldon) مدل‌سازی شد. شلدون قرار بود ابتدا جای یک شخص دیگری را در سری بازی نیمه‌عمر ۲ پر کند اما یکی از طراحان بازی با تغییر دادن چهره او در فتوشاپ باعث شد که بقیه اعضای تیم تغییر نظر کنند و او را به عنوان مدل و منبع اصلی چهره جی‌من قرار دهند.
مایکل شاپیرو در تمام سری بازی مسئولیت صداپیشگی جی‌من را بر عهده داشت.

## توانایی‌ها
جی‌من دارای قدرت‌هایی فراطبیعی از جمله حضور در هر زمان و مکانی که می‌خواهد یا امکان توقف زمان و حرکت بین جهان‌های موازی را دارد. همچنین در اولین نسخه نیمه‌عمر می‌توان در پشت او دروازه تله‌پورت را دید که این خود دلیلی است که جی‌من در مکان‌های مختلف در کمترین زمان حضور دارد. او همچنین می‌تواند در زمان سفر کند و آینده را ببیند و آن را تغییر بدهد.

## حضورها

### نیمه عمر
اولین حضور او در اولین نسخه نیمه‌عمر بوده‌است. در جاهایی که دور از گوردون فریمن است یا در مکان‌هایی که فریمن هیچ دسترسی به آنجا را ندارد. اما در آخر بازی، زمانی که گوردون بعد از کشتن نیهیلانث از هوش می‌رود و دوباره به هوش میاد، با چهره جی‌من دوباره مواجه می‌شود. اینبار جی‌من روبروی او است. آن هم در قطاری که گوردون همان ابتدای بازی در آن بود با این تفاوت که مکانی که قطار در آن است یک فضای خالی می‌باشد. جی‌من به گوردون می‌گوید که از کاری که گوردون کرد شگفت زده شده‌است و به گوردون پیشنهاد همکاری با او و کارفرمایان‌اش را می‌دهد. در صورتی که گوردون پیشنهاد همکاری را بپذیرد، جی‌من گوردون را تا زمانی که مناسب باشد در خواب مصنوعی قرار می‌دهد. اما در صورتی که گوردون پیشنهاد را رد کند، جی‌من به سمت پرتال خود می‌رود و گوردون را نیز به دنیای زن برمی‌گردد و سرنوشتش چیزی جز مرگ نخواهد بود.

### نیمه‌عمر: نیروی مهاجم
در بازی نیروی مهاجم جی‌من نقش به سزایی در آن دارد. او هم یاور و هم مانع سرجوخه آدرین شپرد یا همان بازیکن می‌باشد. در بازی نیروی مهاجم، بخشی تمرینی به اسم Training وجود دارد که بازیکن می‌تواند در آن تمرینات مرحله‌ای را رد کند و چگونه کار کردن کار با اسلحه‌ها و مکانیزم بازی را یاد بگیرد. این مرحله در زمان قبل از حادثه بلک میسا می‌باشد. در قسمتی از این بخش می‌توان دید که جی‌من پشت شیشه‌ای در حال صحبت کردن با افسری است و شپرد را نیز تحت نظر دارد. که همین یکی از دلایلی است که نشان می‌دهد جی‌من از آینده آگاه است.
بعد از حادثه بلک میسا و قرارگیری نیروهای HECU(Hazardous Environment Combat Unit) در بلک میسا، شپرد پس از گذشتن از چند مانع برای فرار از بلک میسا، در اتاقی گیر می‌افتد که مواد رادیو اکتیوی و کشنده در حال بالا آمدن به سمت او می‌باشند. در زمانی که مواد رادیو اکتیوی فقط ذره‌ای تا رسیدن به شپرد فاصله دارند، جی‌من برای او در خروجی را از اتاقک فرمان باز و شپرد نجات پیدا می‌کند و دوباره ناپدید می‌شود.
در قسمت بعد، به سربازان عازم شده به بلک میسا از جمله شپرد دستور تخلیه فوری داده می‌شود. شپرد زمانی به محل تخلیه می‌رسد که آخرین وی-۲۲ در آشیانه فرود آمده‌است و سربازان باقی مانده در حال سوار شدن بر روی آن هستند. شپرد به سمت در خروجی آشیانه می‌رود تا سوار بر آن وی-۲۲ شود. اما ناگهان در خروجی بسته می‌شود. در اینجا جی‌من خودش را پشت شیشه در نشان می‌دهد و آخرین وی-۲۲ پرواز می‌کند و از محل بلک میسا دور می‌شود.
در چپتر بعد، دو سرباز «بلک اپس» بمب اتم را در بلک میسا فعال می‌کنند و شپرد باید آن را خنثی کند. بعد از خنثی سازی، شپرد مشاهده می‌کند که جی‌من برای جلوگیری از زنده ماندن شاهدان، بمب را دوباره فعال می‌کند و او دیگر قادر به خنثی سازی آن نیست.
در پایان بازی هنگامی که شپرد غول آخر بازی را شکست می‌دهد انفجاری رخ می‌دهد و شپرد بی‌هوش می‌شود. هنگامی که شپرد به هوش می‌آید خود را در یک وی-۲۲ ای که به سمت بلک میسا پرواز می‌کند، پیدا می‌کند و جی‌من درست روبروی او قرار دارد. جی‌من به شپرد اطلاع می‌دهد که برخلاف خواسته اصلی کارفرماهایش، شپرد شاهد جزئیات حادثه بلک میسا بوده و همچنان زنده می‌باشد به همین دلیل او را باید در مکانی خارج از زمان و فضا زندانی نگه دارد.

### نیمه‌عمر: آبی‌پوشونیمه‌عمر: تباهی
بر خلاف بازی‌های دیگر، جی‌من حضور و نقش چندانی در طول مسیر بازی ندارد. در هر دو بازی می‌توان اوایل آنها جی‌من را مشاهده کرد اما بعد از مدتی نه چندان طولانی اثری از جی‌من وجود ندارد یا اینکه او بازیکن را نادیده گرفته و به راه خود ادامه می‌دهد.

### نیمه عمر ۲
در نیمه عمر ۲ در همان ابتدای بازی، جی‌من گوردون را پس از ۲۰ سال از خواب مصنوعی بیدار می‌کند و به او اطلاع می‌دهد که زمان دوباره برخیزیدن او فرا رسیده‌است. جی‌من همانند نسخه‌های قبل باز هم می‌توان در مکان‌های غیرقابل دسترس در حال نظاره کردن گوردون، دیده شود یا زمان‌هایی که گوردون به مکانهای مختلفی می‌رسید می‌توان شاهد ناپدید شدن سریع جی‌من یا ترک آند محل بود. کلیدی‌ترین حضور او در پایان بازی هنگامی است که گوردون و الیکس جلوی فرار دکتر بریین را می‌گیرند و سیستم تله‌پورت را نابود می‌کنند، نابودی این دستگاه باعث یک انفجار عظیم می‌شود اما در لحظه انفجار زمان می‌ایستد و در همین لحظه جی‌من ظاهر می‌شود به گوردون می‌گوید که کارش را همان‌طور که کارفرمایانش می‌خواستند انجام داده‌است و درخواست‌های زیادی برای خدماتی که گوردون می‌تواند ارائه دهد دریافت کرده‌است. برای همین نمی‌تواند اجازه دهد گوردون در این انفجار کشته شود. سپس جی‌من گوردون را به فضایی خالی و نامعلوم تله‌پورت می‌کند و با ورود به دری نورانی به بیرون از مکان، آن جا را ترک می‌کند

### نیمه عمر ۲: قسمت اول
در قسمت اول، جی‌من فقط یکبار آن هم فقط در کات سین اول بازی دیده می‌شود. درست زمانی که تصور می‌کرد دوباره گوردون را می‌تواند در خواب مصنوعی قرار دهد، ورتیگانت‌ها دور او را جمع می‌شوند و با قدرت خود جلوی این کار را می‌گیرند و گوردون را نیز از آن مکان نجات می‌دهند.

### نیمه عمر ۲: قسمت دوم
اولین حضور او در اواسط بازی می‌باشد هنگامی که الیکس ونس سخت مجروح است و ورتینگانت‌ها در تلاشند تا او را احیا کنند. ماننده نسخه‌های قبل بازی، جی‌من در صحنه‌های توهمی و رؤیا مانند با گوردون صحبت می‌کند. او به گوردون می‌گوید که ورتیگانت‌ها مانع ارتباط او با گوردون بوده‌اند و اکنون که آنها مشغول نجات الیکس هستند می‌تواند دوباره با گوردون ارتباط برقرار کند. در بین صحبت‌ها از گوردون می‌خواهد که در مسیر بعدی خوب مراقب الیکس باشد. سپس در زمانی که الیکس بیهوش است در گوش او زمزمه می‌کند که پیامش را به دست پدرش برساند پیامی کوتاه که ۲۰ سال پیش به پدر الیکسی یعنی الی ونس گفته بود: «آماده عواقب پیش‌بینی نشده باش». بعد از این، جی‌من به صورت مرموزی در چند مانیتور دیده می‌شود.

### اسکیبیدی توالت
کاراکتری با نام جی توالت در این سری حضور دارد که کله جی من را دارد. این کاراکتر رهبری توالت های دارای کله را در مقابل افراد با سرهای دوربین مداربسته بر عهده دارد.